# Temistocle
Temistocle, del demo di Frearri (in greco antico: Θεμιστοκλῆς?, Themistoklês, "Gloria della legge"; Atene, tra il 530 e il 520 a.C. – Magnesia, 459 a.C. circa), è stato un politico e generale ateniese.
Tra i primi politici di spicco della giovane democrazia di Atene, condusse una politica a favore del popolo, ricevendo perciò il supporto delle classi meno abbienti della città, e generalmente in contrasto con le famiglie nobili.
Eletto arconte nel 493 a.C., fu l'artefice della potenza navale di Atene, la cui flotta diventerà la più grande e potente di tutta l'antica Grecia.
Negli anni successivi alla battaglia di Maratona e durante la seconda guerra persiana diventò il politico più influente di Atene.
Continuò a sostenere la necessità di una grande forza navale e nel 483 a.C. persuase gli Ateniesi a costruire una flotta di 100 triremi, che si sarebbe rivelata fondamentale nel successivo conflitto con la Persia.
Comandò la flotta ateniese nelle battaglie di capo Artemisio e di Salamina.
Contrastato nel suo programma di avvicinamento ad Argo e sospettato di atteggiamenti tirannici, fu ostracizzato nel 472 a.C. (o forse nel 471 a.C.) dagli avversari politici Alcmeonidi e Filaidi, più propensi ad appoggiare Cimone, sostenitore dell'alleanza con Sparta.
Prese allora dimora ad Argo, da dove cercò, insieme a Pausania, di sollevare nel Peloponneso un moto democratico contro Sparta per procurare ad Atene il dominio dell'Ellade. Scoperta la sua trama, gli spartani lo accusarono di aver tentato, insieme a Pausania, un'alleanza con la Persia. 
Condannato a morte, fuggì prima in Magna Grecia; venne accolto dal re Artaserse I di Persia. 
Alla fine trovò dimora a Magnesia, dove morì in date e circostanze sconosciute, secondo molti suicida per non aver tenuto fede alle promesse fatte al re persiano.
Sarà Pericle a riabilitare la sua memoria e a riconoscerlo come un eroe della causa ateniese.
In accordo col giudizio di Plutarco, può essere considerato «l'uomo che più di tutti ha contribuito alla salvezza della Grecia» dalla minaccia persiana.
La sua politica navale ebbe un effetto a lungo termine sulla storia di Atene, permettendo ai suoi successori l'espansione dell'Impero ateniese.

## Fonti
La vita di Temistocle è ben documentata dalle fonti antiche, specialmente se paragonata a quella di alcuni suoi contemporanei, ad esempio Clistene o Leonida.
Fu una delle cinquanta persone di cui Plutarco scrisse una biografia completa nelle sue Vite parallele, dove viene confrontato a Marco Furio Camillo.
Sebbene Plutarco scrivesse circa seicento anni dopo la nascita di Temistocle, può essere comunque considerato attendibile poiché esplicita quasi sempre i nomi delle sue fonti.
Ci è anche giunta una biografia di Temistocle scritta da Cornelio Nepote nel I secolo a.C., anche se poco dettagliata.
Il ruolo di Temistocle nelle Guerre persiane e nella politica ateniese sono entrambi descritti nelle Storie di Erodoto e nella Guerra del Peloponneso di Tucidide. Questi due storici erano quasi contemporanei agli eventi che descrivono e le loro fonti furono sicuramente uomini che parteciparono ai fatti narrati.
Quando Erodoto pubblicò la sua opera nel 425 a.C. aveva circa sessant'anni e quindi non solo visse durante buona parte della carriera politica e militare di Temistocle, ma di certo conobbe personalità coetanee dello stesso.
Lo storico ateniese Tucidide nacque all'incirca nel 460 a.C., quando probabilmente Temistocle era ancora vivo e di cui sicuramente conobbe molto bene la vita. Il ruolo di Temistocle nelle varie guerre che combatté viene descritto anche da Diodoro Siculo nella sua Bibliotheca historica. Tuttavia, essendo essa stata scritta nel I secolo a.C., costituisce soltanto una fonte secondaria, utilizzata dagli storici successivi per integrare dettagli non presenti nelle opere precedenti.

## Biografia

### Primi anni di vita
Temistocle nacque ad Atene tra il 530 e 520 a.C., più probabilmente nel 524.
Di suo padre, Neocle, si sa soltanto che, secondo la descrizione di Plutarco, non fu un uomo di spicco nella città.
Non si hanno notizie della madre ma, sempre secondo Plutarco, fu una donna tracia o di Alicarnasso.
Come per la maggior parte dei suoi contemporanei, ci è poco nota la sua infanzia. Alcuni autori riportano che da piccolo fosse particolarmente indisciplinato, tanto da essere stato diseredato dal padre. Tuttavia, Plutarco ritiene che ciò non sia vero.
Sempre Plutarco indica che, a causa delle oscure origini della madre, Temistocle veniva considerato come uno straniero; inoltre, sembra che la famiglia abbia vissuto in un distretto di Atene riservato agli immigrati, Cinosarge, situato fuori dalle mura della città. Ciò nonostante, in un primo esempio della sua astuzia, Temistocle riuscì a persuadere bambini figli di cittadini prominenti ad esercitarsi con lui a Cinosarge, abbattendo così la distinzione tra "straniero e cittadino legittimo". Plutarco riporta anche che Temistocle fu preoccupato fin da bambino nel prepararsi alla vita pubblica.

### Carriera politica e militare

#### Contesto storico
Temistocle crebbe in un periodo di cambiamenti politici nella sua città: il tiranno Pisistrato era morto nel 527 a.C. e il potere era passato nelle mani dei figli Ippia e Ipparco. Dopo l'uccisione di quest'ultimo (514 a.C.), Ippia, rimasto solo al potere, divenne sempre più sospettoso ed autoritario, facendo affidamento su soldati mercenari per mantenere il potere.
Il capo della famiglia degli Alcmeonidi, Clistene, iniziò quindi a tramare per rovesciare la tirannide e tornare in città dall'esilio dove si trovava. Nel 510 a.C. convinse il re di Sparta Cleomene I ad attaccare Atene e a destituire Ippia.
Rifiutato però dalle altre famiglie nobili, che preferirono eleggere arconte Isagora (supportato da Cleomene), Clistene persuase gli Ateniesi ad effettuare un radicale cambiamento del sistema politico, secondo il quale il potere sarebbe stato esercitato direttamente dal popolo: una democrazia.
Così il popolo ateniese revocò il mandato ad Isagora, respinse l'esercito di Cleomene ed invitò Clistene a tornare ad Atene per mettere in atto il cambiamento istituzionale.
La democrazia fu una svolta radicale per la città, come ci dice Erodoto: "E fu così che gli Ateniesi si trovarono improvvisamente tra le mani un grandissimo potere... Hanno dato una forte prova di ciò che si può raggiungere con l'uguaglianza e la libertà di parola."

#### Primi anni della democrazia
Il nuovo sistema politico di Atene aprì grandissime possibilità ad un uomo come Temistocle, che altrimenti non avrebbe avuto accesso al potere.
Inoltre, le nuove istituzioni della democrazia richiedevano abilità che prima erano in pratica inutili. Temistocle dimostrò di essere un maestro del nuovo sistema: "sapeva combattere, sapeva farsi amicizie, sapeva inventare e soprattutto sapeva come rendersi visibile."
Temistocle si trasferì nel Ceramico, un quartiere di vasai; questo spostamento gli garantì la fama di "uomo della gente" e gli permise di interagire più facilmente con i cittadini ordinari. Cominciò a costruirsi una base di consenso tra questi cittadini che avevano da poco visto riconoscersi il potere politico: "corteggiò i poveri; e quelli, non abituati a essere amati, lo amarono a loro volta. Girando le taverne, i mercati, i banchetti e facendo propaganda dove nessuno aveva pensato di farla prima di lui, assicurandosi di non dimenticare il nome di nemmeno uno di quelli che votavano, Temistocle aveva messo gli occhi su un tipo di elettorato radicalmente nuovo."
Comunque, fu anche attento a non alienarsi la nobiltà ateniese. Fu il primo politico a prepararsi alla vita pubblica esercitando l'avvocatura. La sua abilità di avvocato e giudice, usata al servizio della gente comune, gli procurò una grande popolarità.

#### Arcontato
Fu probabilmente nel 494 a.C. che Temistocle raggiunse i trent'anni, età che gli permetteva l'accesso all'arcontato, la suprema magistratura ateniese. Contando sulla sua popolarità, decise di correre per la carica riuscendo a farsi eleggere arconte eponimo per l'anno successivo: per Atene fu l'inizio di una nuova linea politica: quella del dominio sul mare.
Sotto la sua guida, gli Ateniesi cominciarono a costruire un nuovo porto al Pireo per rimpiazzare quello già esistente nel Falero.
Anche se lontano dalla città, il Pireo offriva tre insenature naturali e poteva essere facilmente fortificato.
Da allora Atene iniziò a diventare una potenza marittima di spicco e continuò ad avere questo ruolo per tutto il V secolo a.C. La linea politica tracciata da Temistocle avrà una grande importanza sul futuro di tutta la Grecia: nel portare avanti la potenza navale, infatti, Temistocle aveva probabilmente un progetto a lungo termine; inoltre, come ci fa intendere Plutarco, dato che aumentando il numero di navi era necessario un maggior numero di rematori, appartenenti principalmente alla classe nullatenente dei Teti, mise un potere maggiore nelle mani dei poveri, cioè di quelli tra i quali riceveva più consensi.

#### Prima guerra persiana
Atene, insieme alla città eubea di Eretria, aiutò le città della Ionia nella loro rivolta contro l'oppressione dell'Impero achemenide. Soppressa la rivolta, il re di Persia Dario I decise di vendicarsi delle due polis, cercando così di assicurarsi la sicurezza del suo impero e ponendo una base per una successiva conquista del resto della Grecia.
La maggior parte delle città dell'Ellade diedero "terra e acqua" in segno di sottomissione, come richiesto dagli ambasciatori inviati dal re nel 491 a.C.
Gli unici a rifiutare furono gli Ateniesi e gli Spartani, che invece uccisero i legati del re; ad Atene gli ambasciatori furono precipitati giù da una rupe e a promuovere questa misura fu Milziade, appoggiato da Temistocle (il quale propose di uccidere anche l'interprete).
L'anno successivo Dario inviò una spedizione attraverso il Mar Egeo col compito di punire Atene ed Eretria per l'aiuto fornito ai rivoltosi; non sembra invece che Sparta fosse un obiettivo della spedizione.

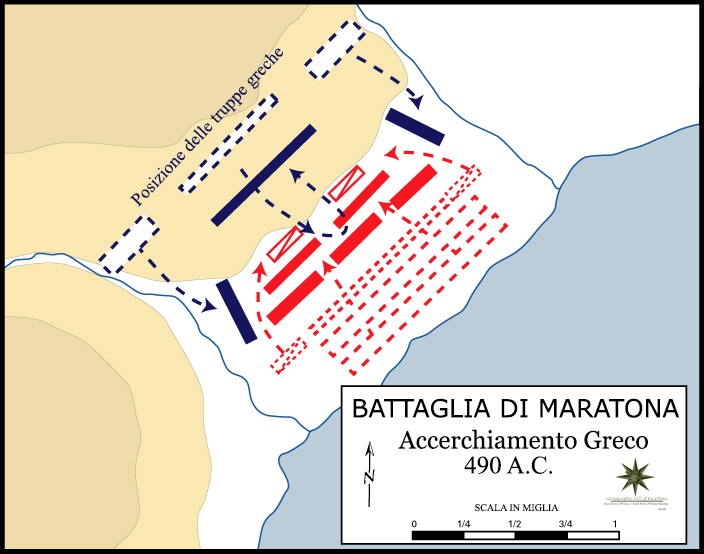
Schema degli eventi della battaglia di Maratona (ipotesi con eserciti paralleli al mare)

La spedizione tagliò per le Cicladi, poi assediò e distrusse Eretria.
Raggiunta l'Attica, le navi approdarono presso la baia di Maratona.
Gli Ateniesi raggrupparono circa 10 000 opliti e marciarono alla volta di Maratona bloccando le strade che conducevano ad Atene.
Il comando spettava ufficialmente al polemarco Callimaco di Afidna, ma fu effettivamente ricoperto dallo stratego Milziade, poiché aveva avuto precedenti esperienze nel combattere i Persiani.
In questa battaglia Temistocle rivestì probabilmente il ruolo di stratego della sua tribù, la Leontide.
Dopo alcuni giorni di stallo i Persiani inviarono via mare la cavalleria ad attaccare gli Ateniesi rimasti in città. Il contingente greco, consapevole di questa manovra, colse l'occasione per attaccare i nemici, riportando una clamorosa vittoria. Milziade aveva schierato gli Ateniesi su due ali molto forti con un centro relativamente debole: trovandosi al centro dello schieramento ateniese la tribù Leontide, insieme all'Antiochide (quella del suo rivale Aristide), affrontò il duro scontro con il forte centro dello schieramento persiano e cedette, ma le ali riuscirono a sopraffare quelle nemiche e, convergendo rapidamente verso il centro, sfondarono lo schieramento dei Persiani, che si diedero disordinatamente alla fuga.
La minaccia per Atene venne così scongiurata e ciò che rimaneva del contingente persiano, dopo aver tentato di prendere Atene dal mare, tornò in Asia.
Dario cominciò subito a pianificare un'invasione su larga scala della Grecia, ma morì prima che i preparativi fossero completati.
Secondo quanto riporta Plutarco, si diceva che Temistocle fosse molto geloso della vittoria di Milziade.

#### Rivalità con Aristide

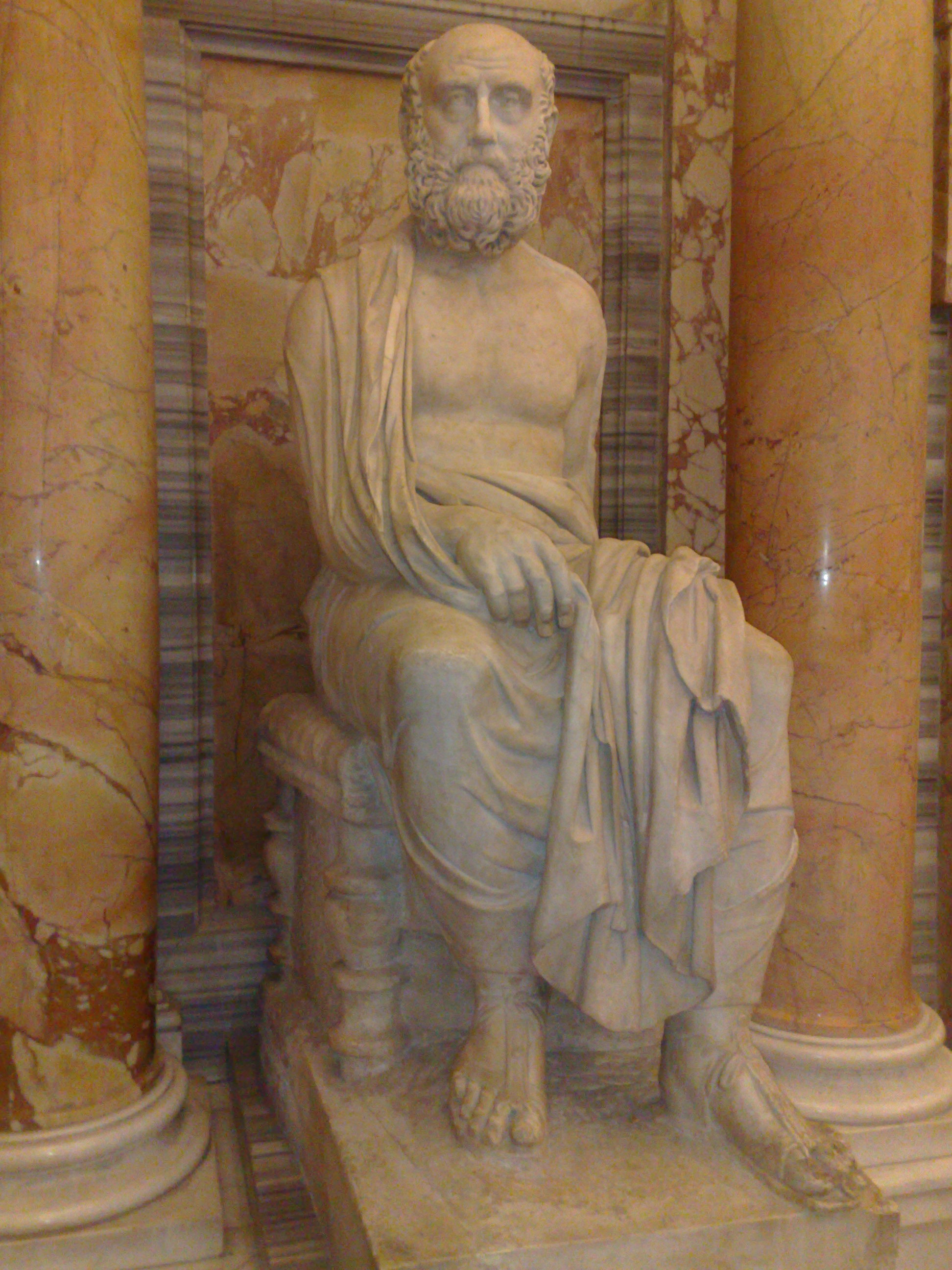
Aristide

L'anno successivo Milziade, l'eroe di Maratona, venne ferito nell'insignificante assedio dell'isola di Paro. Approfittando della sua inabilità, la potente famiglia degli Alcmeonidi fece in modo che fosse condannato in tribunale.
L'aristocrazia ateniese, e quella greca in generale, era restia a vedere tanto potere in una sola persona e questo tipo di manovra era all'ordine del giorno.
A Milziade venne comminata un'enorme multa come pena "per aver ingannato il popolo ateniese", ma morì poche settimane dopo a causa della sua ferita.
Sulla scia di questa accusa, il popolo ateniese scelse di utilizzare un'istituzione giuridica, introdotta con le riforme di Clistene ma fino ad allora mai utilizzata: l'ostracismo. Questa istituzione consisteva in una votazione (durante l'ottava pritania) in cui doveva essere scritto, su dei cocci di terracotta (detti appunto ostraka), il nome di un personaggio (solitamente politico) da esiliare per un periodo di dieci anni. L'essere ostracizzato non era comunque qualcosa di infamante o di cui vergognarsi.
Questo primo procedimento potrebbe essere stato innescato dall'accusa a Milziade e usato dagli Ateniesi per cercare di fermare i giochi di potere delle famiglie nobili.
È certo che dal 487 a.C. in poi furono esiliati quasi tutti i capi delle famiglie più potenti, inclusi gli Alcmeonidi.
Così la carriera di politico ad Atene divenne piena di difficoltà, poiché l'astio del popolo provocava spesso l'esilio.
Temistocle, con la sua base del potere stabilmente costruita sui poveri, occupò il vuoto lasciato dalla morte di Milziade e in quegli anni diventò il più influente politico di Atene. Tuttavia, la nobiltà iniziò a coalizzarsi per supportare l'uomo che sarebbe diventato il suo più grande rivale, Aristide. Questo si presentò come l'"opposto di Temistocle", dicendosi virtuoso, onesto ed incorruttibile, e i suoi sostenitori lo chiamavano "il giusto".
Plutarco suggerisce che la rivalità tra i due avesse inizi più sordidi, quando entrambi competevano per l'amore dello stesso ragazzo: "... erano rivali per l'amore del bellissimo Stesilao di Ceo, e lo amavano oltre ogni moderazione."

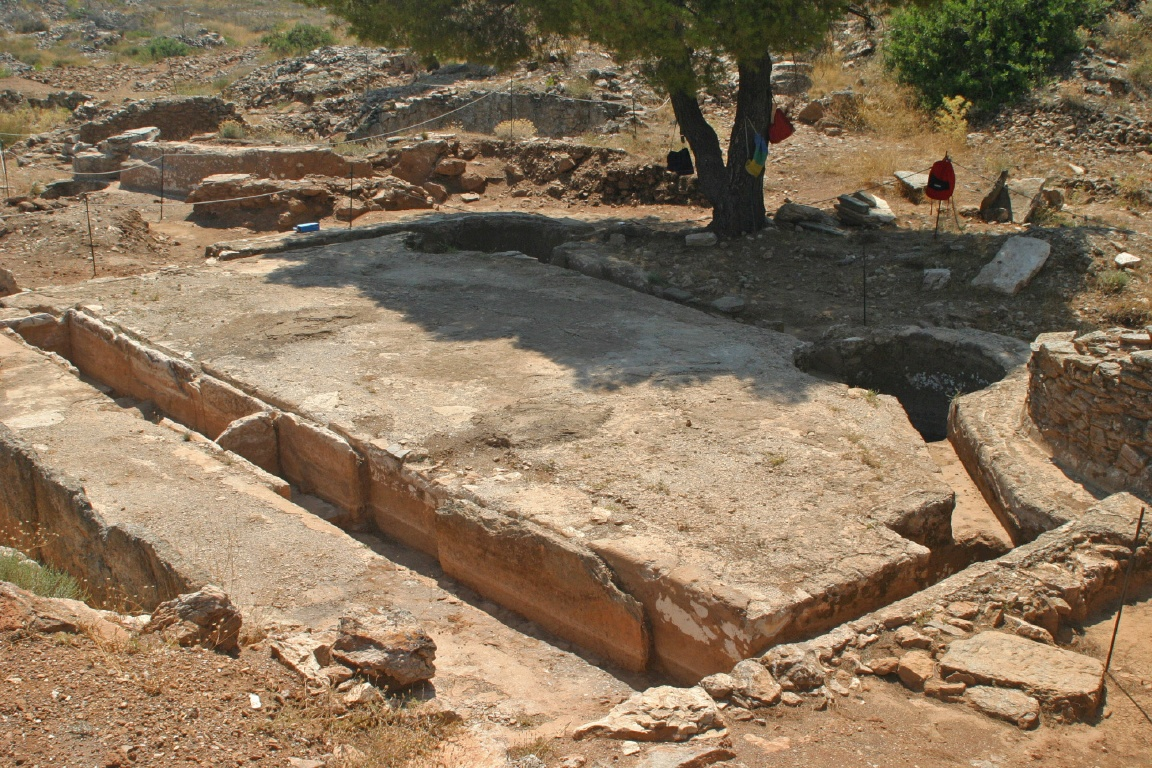
Un serbatoio per il trasporto dell'argento ritrovato negli scavi di Laurio, Attica

Durante questi dieci anni, Temistocle continuò a sostenere la necessità di un'espansione navale ateniese. Il popolo era sicuramente consapevole che gli interessi persiani nei confronti della Grecia non si erano conclusi: il figlio di Dario e suo successore, Serse, aveva continuato i preparativi per l'invasione. Sembra che Temistocle avesse capito che per far sopravvivere Atene all'imminente invasione persiana fosse necessaria una potente forza marittima che affrontasse quella persiana, e perciò persuase gli Ateniesi a costruire una grande flotta; Aristide si oppose vigorosamente ad una tale politica.
Nel 483 a.C. venne scoperta una nuova vena di argento nelle Miniere del Laurio, Temistocle propose quindi di utilizzare l'argento per costruire una nuova flotta di 200 triremi, mentre Aristide suggerì di distribuirlo ai cittadini. Temistocle evitò di menzionare la Persia, ritenendo che fosse troppo distante per essere considerata una minaccia, concentrando invece l'attenzione del popolo su Egina, molto più vicina; in quel momento gli Ateniesi erano impegnati da lungo tempo in una guerra con gli Egineti, e la costruzione di una flotta avrebbe significato la disfatta della città nemica sul mare.
La proposta di Temistocle fu portata avanti con facilità, anche se furono costruite solo 100 navi contro le 200 volute. Aristide si rifiutò di appoggiarlo; d'altronde Temistocle non era soddisfatto che fosse stato deciso di costruire solo 100 navi. La tensione tra le due fazioni fermentò durante l'inverno, facendo in modo che l'ostracismo del 482 a.C. diventasse una contesa diretta tra Temistocle e Aristide.
In quello che è stato definito "il primo referendum al mondo", Aristide venne ostracizzato e la politica di Temistocle fu approvata. Presa coscienza dei preparativi persiani per l'imminente invasione, gli Ateniesi votarono per la costruzione di un numero di navi maggiore di quello inizialmente chiesto.

#### Seconda guerra persiana
Nel 481 a.C. venne tenuto un congresso delle città greche, durante il quale circa trenta polis si allearono per contrastare l'imminente invasione.
Gli Spartani e gli Ateniesi, essendo nemici giurati dei Persiani, rappresentavano le città più importanti dell'alleanza.
Gli Spartani chiesero il comando delle forze di terra, e poiché la flotta dei Greci (d'ora in poi gli "Alleati") era dominata da Atene, Temistocle chiese il comando delle forze sul mare. Tuttavia, le altre potenze navali, incluse Corinto ed Egina rifiutarono di dare il comando agli Ateniesi, e Temistocle fece pragmaticamente marcia indietro. Il comando venne quindi affidato allo spartano Euribiade, sebbene Sparta disponesse di una flotta insignificante. Tuttavia Erodoto ci fa chiaramente intuire che Temistocle fu il comandante effettivo della flotta.
Le città del congresso si incontrarono di nuovo nell'aprile del 480 a.C. Una delegazione proveniente dalla Tessaglia suggerì di radunarsi nella stretta Valle di Tempe, ai bordi del loro paese, e da qui bloccare l'avanzata di Serse. Un contingente di 10 000 opliti, sotto il comando dello spartano Eveneto e di Temistocle, venne inviato nella valle, attraverso la quale si pensava sarebbe passato l'esercito Persiano. Tuttavia, Alessandro I di Macedonia venne loro incontro e li avvertì che il potentissimo esercito di Serse avrebbe potuto aggirare la valle da altri passi. I Greci allora si ritirarono; poco dopo, si seppe che Serse aveva oltrepassato l'Ellesponto.
Temistocle ideò allora una seconda strategia: la strada per raggiungere la Grecia meridionale (Beozia, Attica e Peloponneso) avrebbe costretto l'esercito di Serse a passare per lo strettissimo passo delle Termopili. Per l'esercito greco sarebbe stato semplice bloccare il passo, così da rendere ininfluente la schiacciante superiorità numerica nemica; inoltre, per impedire che i Persiani oltrepassassero le Termopili via mare, le navi alleate avrebbero presidiato lo stretto tratto di mare di fronte a Capo Artemisio.
Tuttavia, dopo la debacle di Tempe, non era certo che gli Spartani sarebbero stati disposti a marciare di nuovo fuori dal Peloponneso; per persuaderli a difendere l'Attica, Temistocle mostrò loro che gli Ateniesi erano disposti a fare tutto il necessario per il successo dell'alleanza.
In breve, tutta la flotta ateniese avrebbe dovuto essere inviata a Capo Artemisio; per manovrare le navi sarebbe stato necessario impiegare ogni maschio ateniese in buona salute e ciò obbligava tutti gli uomini validi ad abbandonare la città. Persuadere gli Ateniesi ad accettare questa proposta fu senza dubbio uno dei momenti salienti della carriera di Temistocle: ordinò che le donne e i bambini ateniesi fossero mandati nella città di Trezene, al sicuro nel Peloponneso. Successivamente si recò ad un incontro degli Alleati, che riuscì a convincere ad accettare la sua strategia di impegnare tutta la flotta ateniese nella difesa della Grecia.

##### Battaglia di Capo Artemisio
Così, nell'agosto del 480 a.C., mentre l'esercito persiano si stava avvicinando alla Tessaglia, la flotta greca si schierò all'altezza di Capo Artemisio, mentre l'esercito prese posizione alle Termopili. Quando la potente flotta persiana, con notevole ritardo, raggiunse il Capo, il comandante alleato Euribiade - che sia Erodoto sia Plutarco non ritenevano essere un grande stratega - decise di ritirarsi senza combattere. A questo punto la popolazione locale riuscì a corrompere Temistocle affinché la flotta non si ritirasse e l'ateniese utilizzò parte del denaro ottenuto per convincere Euribiade a rimanere; sembra che da questo momento che Temistocle abbia assunto il comando della flotta alleata.
Per tre giorni i greci tennero testa alla ben più numerosa flotta persiana, seppur con ingenti perdite. Tuttavia l'esito della battaglia delle Termopili aveva reso inutili ulteriori scontri e quindi gli Alleati ripiegarono lungo il litorale dell'isola di Eubea.
Secondo Erodoto, Temistocle lasciò messaggi sulle rocce in ogni luogo dove la flotta persiana avrebbe potuto fermarsi per i rifornimenti d'acqua, chiedendo agli Ioni, coloni greci alleati dei Persiani, di disertare o almeno di combattere male. Pur se questo tentativo fallì, probabilmente Temistocle riuscì a far nascere in Serse sospetti verso gli Ioni, così da creare disordini tra le file persiane.

##### Battaglia di Salamina
Subito dopo la Battaglia delle Termopili, la Beozia cadde nelle mani dei Persiani, che poi avanzarono verso Atene. Gli alleati del Peloponneso si prepararono alla difesa dell'istmo di Corinto, abbandonando così Atene ai Persiani. Da Capo Artemisio, la flotta greca navigò fino all'isola di Salamina, dove le navi ateniesi completarono l'evacuazione della loro città; merito di Temistocle l'intuizione che, a causa soprattutto della disparità delle forze in campo, la città sarebbe stata indifendibile. Perciò, come riferisce Plutarco, egli propose di interpretare l'oracolo giunto da Delfi riguardante il "muro di legno" come un invito divino a far imbarcare tutti i cittadini abili sulle navi ed abbandonare la città.
Sembra che Temistocle sia riuscito a far approvare un decreto per lo sfollamento degli Ateniesi a Trezene, donde il nome dell'epigrafe (nota come Decreto di Trezene), che testimonierebbe il fatto; inoltre Temistocle, secondo quanto riporta Clidemo, avrebbe anche reperito del denaro per equipaggiare la flotta, rovistando fra i bagagli degli sfollati.
I Peloponnesiaci avrebbero voluto spostare la flotta presso l'istmo di Corinto per concentrare forze di terra e di mare ma Temistocle provò a convincerli a rimanere nello stretto di Salamina, invocando la lezione di capo Artemisio: "una battaglia in luoghi stretti va a nostro vantaggio". Dopo aver minacciato di andarsene in Sicilia con tutta la flotta e la popolazione ateniese, persuase gli altri a rimanere, poiché senza le navi ateniesi non avrebbero avuto speranza di vittoria. Così Atene cadde nelle mani dei Persiani e la loro flotta arrivò nello stretto.
Probabilmente Temistocle cercava una battaglia che avrebbe potuto decimare la marina persiana, e così garantire la sicurezza del Peloponneso, la cui unica via d'accesso via terra era l'istmo di Corinto, presidiato dall'esercito alleato.

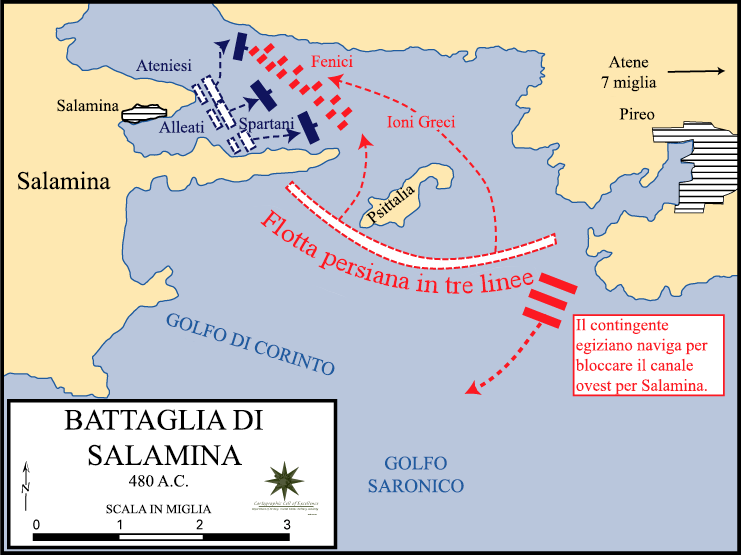
Schema degli eventi della battaglia di Salamina

Per vincere la battaglia, Temistocle utilizzò un astuto insieme di sotterfugi e disinformazione, sfruttando il desiderio di Serse di concludere l'invasione. Le azioni di quest'ultimo indicano che egli era ansioso di completare la conquista della Grecia entro il 480 a.C. e, per fare questo, necessitava di una vittoria decisiva sulla flotta degli Alleati.
Temistocle inviò un servo di nome Sicinno a Serse, con l'ordine di riferire il messaggio che Temistocle era "dalla parte del re ed avrebbe preferito che prevalesse lui, non gli Elleni". Sosteneva inoltre che tra i comandanti greci si combattevano lotte intestine, che i Peloponnesiaci progettavano di andarsene quella notte stessa e che quindi l'unica cosa che i Persiani avrebbero dovuto fare per vincere fosse bloccare lo stretto.
Nel mettere in atto questo sotterfugio, Temistocle sperava di attirare la flotta nemica nello stretto di Salamina; il messaggio aveva anche un fine secondario, ovvero che, in caso di sconfitta dei Greci, Serse avrebbe ricompensato gli Ateniesi. Ad ogni modo, questa notizia era esattamente ciò che Serse avrebbe voluto sentire. Il Gran Re ordinò alla flotta di bloccare lo stretto presso l'isola di Salamina.
Forse troppo sicura della vittoria e non aspettandosi alcuna resistenza, la flotta persiana navigò fino allo stretto solo per scoprire che, lungi dall'essere all'orlo del collasso, la flotta greca era pronta alla battaglia.
Secondo Erodoto, dopo che la marina persiana ebbe iniziato le proprie manovre, Aristide arrivò all'accampamento alleato da Egina, essendo stato richiamato dall'esilio su ordine di Temistocle insieme ad altri ostracizzati.
Aristide gli comunicò che gli Alleati erano circondati dalla flotta persiana, così Temistocle venne a sapere che i Persiani erano caduti nella sua trappola. I Greci completarono i preparativi per la battaglia e, dopo il suo discorso, si imbarcarono.
Nella battaglia, l'angusto stretto ostacolò le operazioni della flotta persiana, ben più grande ma fornita di navi meno agili di quella greca, che riportò così una completa vittoria.
Questa battaglia rappresentò il punto di svolta dell'intera guerra: anche se non mise fine al tentativo di invasione persiano, essa fece comprendere a Serse che non sarebbe riuscito a conquistare tutta la Grecia e permise agli Alleati di sferrare un'offensiva nel 479 a.C., concretizzatasi nella battaglia di Platea. Molti storici ritengono che la battaglia di Salamina sia stata una delle battaglie più importanti dell'intera storia.
Dato che la potenza navale ateniese e lo stratagemma furono i punti chiave per la vittoria non è un'esagerazione considerare Temistocle, usando parole di Plutarco, "l'uomo che più di tutti contribuì alla salvezza della Grecia".

##### Autunno/inverno del 480/479 a.C.
La vittoria degli Alleati nella battaglia di Salamina mise fine al pericolo immediato per la Grecia e Serse tornò in Asia con parte dell'esercito, lasciando il suo generale Mardonio a completare la conquista. Mardonio svernò tra la Beozia e la Tessaglia, così che gli Ateniesi poterono rientrare nella loro città, precedentemente bruciata e saccheggiata dai Persiani.
Per il popolo di Atene e in particolare per Temistocle, questo sarebbe stato un inverno di prova, visto che i Peloponnesiaci si rifiutarono di marciare a nord dell'istmo di Corinto per combattere contro i Persiani.
Durante l'inverno, gli Alleati tennero una riunione a Corinto per celebrare il loro successo e distribuire i premi. Forse stanchi degli Ateniesi, che sottolineavano il loro ruolo a Salamina e che chiedevano agli Alleati di marciare a nord, il premio per l'impegno civico venne assegnato ad Egina. Inoltre, sebbene tutti gli ammiragli avessero votato per Temistocle al secondo posto, ognuno votò per se stesso al primo, per cui nessuno vinse il premio per l'impegno individuale.
Tuttavia, comprendendo l'importanza della flotta ateniese per la loro sicurezza, e probabilmente cercando di soddisfare l'ego di Temistocle, gli Spartani lo portarono a Sparta, dove gli fu assegnato un premio speciale "per la saggezza e l'intelligenza" e ottenne grandi elogi.
Inoltre, Plutarco riporta che ai successivi Giochi olimpici, "[quando] Temistocle entrò nello stadio, il pubblico trascurò i concorrenti in gara per guardarlo tutto il giorno, e gli rese omaggio applaudendo i visitatori stranieri in modo che anche lui fosse contento; egli confessò ai suoi amici che solo ora stava raccogliendo i frutti di tutti i suoi sforzi nel nome della Grecia."

##### Primavera/estate 479 a.C.
Come accadde a molti individui di spicco della democrazia ateniese, il successo di Temistocle fece crescere la gelosia nei suoi confronti, ed il popolo era stanco delle sue vanterie.
Probabilmente verso la fine del 479 a.C. venne privato del comando; al suo posto, Santippo prese il comando della flotta e Aristide dell'esercito. Anche se Temistocle fu senza dubbio attivo sia politicamente che militarmente fino alla fine della campagna, le fonti antiche non ci tramandano nessuna sua attività nel 479 a.C. Nell'estate di quell'anno, dopo aver ricevuto un ultimatum da parte degli Ateniesi, i Peloponnesiaci si decisero a costituire un esercito e a marciare contro Mardonio, che aveva nuovamente occupato Atene verso giugno. Nella decisiva battaglia di Platea i Greci sconfissero definitivamente l'esercito persiano e, apparentemente sempre nello stesso giorno, la flotta alleata distrusse quella persiana nella battaglia di Micale.
Queste due vittorie completarono il trionfo greco sui Persiani e misero fine all'invasione.

#### Conseguenze dell'invasione persiana
Qualunque sia stata la causa dell'impopolarità di Temistocle nel 479 a.C., sicuramente non durò a lungo. Sia secondo Diodoro sia secondo Plutarco, Temistocle ritornò rapidamente nel favore degli Ateniesi.
Dopo l'occupazione dei Persiani, gli Ateniesi cominciarono a ricostruire la loro città sotto la guida di Temistocle; il popolo avrebbe voluto ricostruire le fortificazioni ma gli Spartani obiettarono che sarebbe stato pericoloso lasciare un luogo fortificato a nord dell'istmo, in quanto i Persiani avrebbero potuto utilizzarlo come fortezza. Tuttavia Temistocle sollecitò il popolo a ricostruire le fortificazioni il più rapidamente possibile, poi si recò a Sparta come ambasciatore per rispondere alle accuse; assicurò loro che non era in atto alcun lavoro di costruzione, e li esortò a recarsi ad Atene per verificare con i loro occhi. Quando arrivarono gli Spartani ad Atene i lavori erano già stati finiti, e gli Ateniesi arrestarono gli ambasciatori quando questi si lamentarono delle fortificazioni. In questo modo Temistocle diede agli Ateniesi abbastanza tempo per fortificare la città e respingere ogni possibile attacco spartano volto a impedire la ricostruzione delle mura.
Per di più gli Spartani furono obbligati a rilasciare Temistocle per riavere indietro i loro ambasciatori. Questo episodio può anche essere visto come l'inizio della diffidenza spartana nei confronti di Temistocle, diffidenza che sarebbe tornata a tormentarlo.
Temistocle continuò la sua politica navale e a compiere "più ambiziose imprese che sarebbero servite a migliorare la posizione dominante della sua città natale." Estese e fortificò il porto del Pireo, collegandolo ad Atene, visto che probabilmente stava cercando di rendere quella di Atene la più potente flotta del Mar Egeo.
Infatti nel 478 a.C., Atene costituì la Lega delio-attica, unendo il potere navale delle isole dell'Egeo e delle città della Ionia sotto la sua guida. Temistocle introdusse agevolazioni fiscali per mercanti e artigiani, per attrarli e con loro gli scambi, in modo da rendere Atene un grande centro di commercio; incaricò inoltre gli Ateniesi di costruire almeno 20 triremi ogni anno, per assicurarsi la continuità della potenza navale. Plutarco riporta che Temistocle propose di distruggere in segreto le navi degli altri alleati, per assicurare il completo dominio marittimo, ma questa proposta venne bocciata da Aristide e dal consiglio degli Ateniesi.

#### Caduta ed esilio

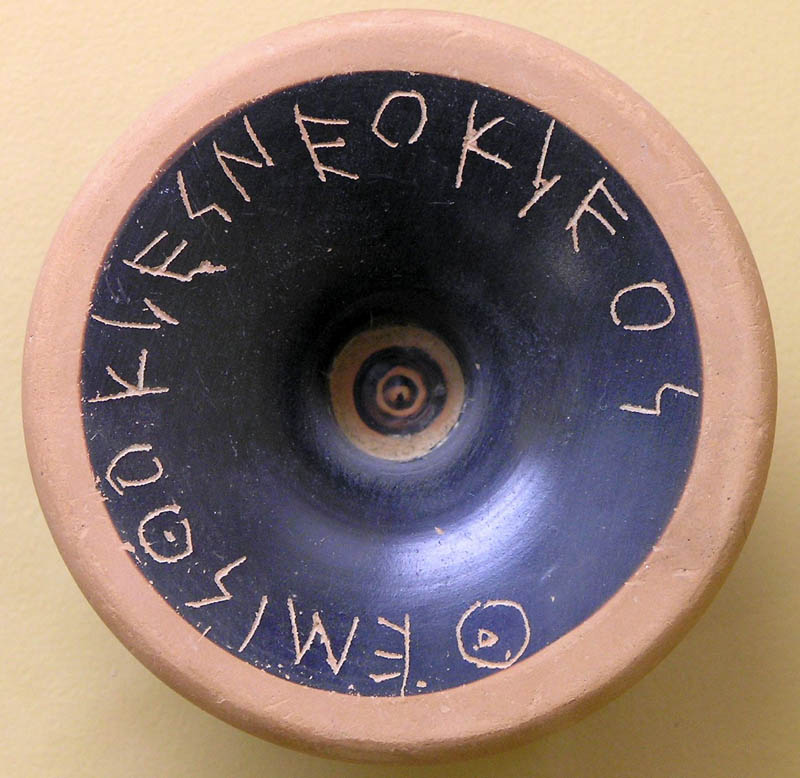
Ostracon con l'iscrizione: "Temistocle, figlio di Neocle"

Sembra chiaro che verso la fine del decennio Temistocle aveva iniziato ad accumulare molti nemici ed era diventato arrogante; inoltre i suoi concittadini erano gelosi del suo prestigio e del suo potere. Gli Spartani si organizzarono attivamente contro di lui, promuovendo come suo rivale Cimone, figlio di Milziade. Dopo il tradimento del loro generale Pausania, gli Spartani cercarono di far sembrare Temistocle coinvolto nel complotto; tuttavia venne assolto da tutte le accuse.
Ad Atene perse egli stesso il favore del popolo costruendo vicino a casa sua un santuario di Artemide Aristoboulë (del buon consiglio), evidente riferimento al suo ruolo nella liberazione della Grecia dai Persiani.
Infine, nel 472 o nel 471 a.C., venne ostracizzato.
Di per sé questo non significa che Temistocle avesse fatto qualcosa di male; l'ostracismo, usando parole di Plutarco, "non era una pena, ma un modo per pacificare e alleviare quella gelosia che spingeva a tentare di umiliare il potente, facendogli respirare la sua malizia da privato cittadino"; in realtà l'ostracismo di Temistocle fu il frutto della convergenza dei due potenti genē dei Filaidi e degli Alcmeonidi (riconciliatisi in seguito al matrimonio dell'alcmeonide Isodice con Cimone), col placet di Aristide, unitisi per contrastare il politico, sempre più influente per il successo di Salamina.
Recenti studi di calligrafia hanno dimostrato che vari degli ostraka recanti il nome di Temistocle sono stati incisi dalla stessa mano, dimostrazione di uno dei primi "brogli elettorali" della storia o, secondo un'altra ipotesi, del fatto che, contrariamente a quanto si pensava, gli ostraka non provano che nell'antica Grecia l'analfabetismo fosse poco diffuso (cioè, forse c'era una minoranza di persone alfabetizzate che scriveva gli ostraka per gli analfabeti).
Dapprima Temistocle si recò in esilio ad Argo; tuttavia, vedendo che ora avevano un'ottima occasione per affondarlo definitivamente, gli Spartani mossero accuse contro di lui, sostenendo la sua complicità nel tradimento di Pausania. Chiesero che fosse giudicato dal "Congresso dei Greci", invece che ad Atene, ma sembra che alla fine sia stato chiamato nella sua città per affrontare il processo; forse rendendosi conto di aver poche speranze di sopravvivere, Temistocle fuggì, prima a Corcira (l'odierna Corfù), quindi presso Admeto, re di Molossia.
Probabilmente la sua fuga servì soltanto a convincere gli accusatori della sua colpevolezza: infatti, venne dichiarato traditore di Atene e le sue proprietà furono confiscate. È da notare che sia Plutarco che Diodoro considerano false queste accuse, mosse soltanto per distruggerlo.
Gli Spartani inviarono ambasciatori ad Admeto, minacciando una guerra se non avesse consegnato Temistocle. Invece di consegnarlo il re gli permise di fuggire, dandogli una grande quantità d'oro per aiutarlo nel suo viaggio. A questo punto Temistocle fuggì definitivamente dalla Grecia per non farvi più ritorno, finendo così la sua carriera politica e militare.

### Ultimi anni di vita e morte

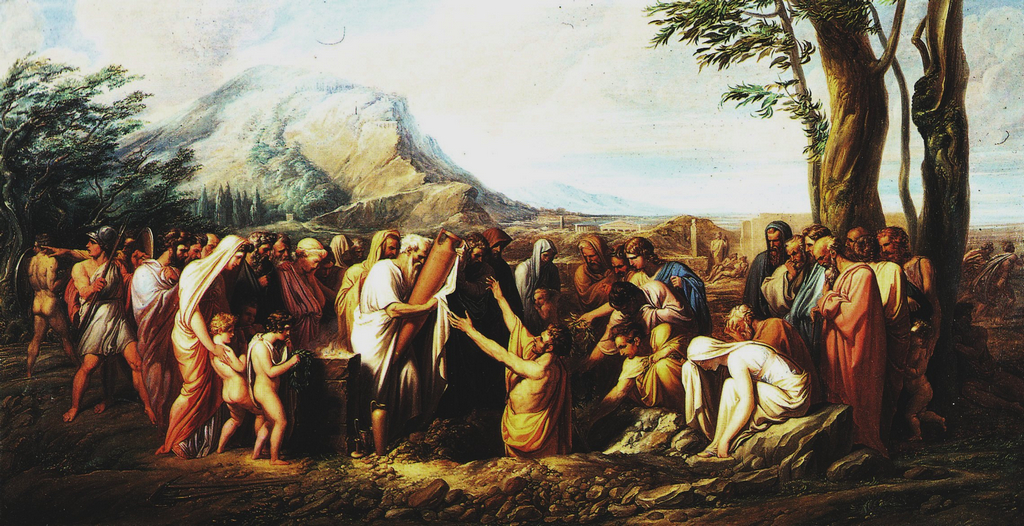
La sepoltura di Temistocle in terra attica, di Giuseppe Bossi, 1806.

Dalla Molossia, Temistocle giunse probabilmente a Pidna, da dove avrebbe preso una nave per l'Asia Minore. La nave fu portata fuori rotta da una tempesta e finì a Nasso, cittadina assediata da un contingente ateniese. Per impedire l'identificazione, Temistocle convinse il capitano della nave a ripartire immediatamente.
Secondo Tucidide la nave avrebbe poi attraccato a Efeso, dove Temistocle scese a terra. Secondo Plutarco attraccò invece presso Cuma eolica mentre Diodoro indica una via non ben definita. Sia Diodoro sia Plutarco raccontano anche una storiella, secondo la quale per qualche tempo sarebbe stato ospite di un suo amico (Lisitide o Nicogene) che conosceva il nuovo re di Persia, Artaserse figlio di Serse.
Poiché c'era una taglia sulla testa di Temistocle, questo conoscente avrebbe escogitato un piano per farlo incontrare con il Gran Re nel carro coperto dove il sovrano teneva le sue concubine. Tutti e tre gli storici concordano che la successiva mossa di Temistocle fu di contattare il re persiano; Tucidide afferma che l'abbia fatto via lettera, mentre sia Plutarco sia Diodoro ci tramandano che abbia avuto un faccia a faccia col re.
Comunque la sostanza è la stessa; Temistocle si introduce al re e gli chiede di entrare al suo servizio:
(Tucidide)
Tucidide e Plutarco affermano che Temistocle chiese un anno per imparare la lingua e i costumi persiani, dopo il quale avrebbe servito il re, e Artaserse acconsentì. Plutarco riporta che, come si può immaginare facilmente, Artaserse era euforico che un nemico tanto pericoloso e illustre fosse giunto a servirlo.
Ad un certo punto del suo viaggio, la moglie e i figli di Temistocle furono portati fuori Atene da un amico e lo raggiunsero in esilio; i suoi compagni fecero in modo da fargli avere la maggior parte di ciò che possedeva, sebbene gli fossero già stati confiscati più di cento talenti. Quando, dopo un anno, Temistocle tornò dal re, fu tenuto in gran conto: "là ... raggiunse una grande considerazione, come nessun altro elleno prima o dopo di lui." Plutarco racconta che "gli onori di cui godeva erano molto superiori a quelli di ogni altro straniero" e che "prese addirittura parte alle battute di caccia del Re e ai passatempi della sua famiglia".
Temistocle avvisò il re dei suoi rapporti con i Greci, ma sembra che il sovrano fosse distratto da eventi in altri luoghi dell'impero, e così Temistocle "visse per lungo tempo senza preoccupazioni".
Venne poi nominato governatore della città di Magnesia sul Meandro in Asia Minore e gli venne assegnata la rendita di tre città: Magnesia (circa 50 talenti all'anno - "per il pane"), Miunte ("per la carne") e Lampsaco ("per il vino").
Secondo Tucidide Temistocle morì, per cause naturali, a Magnesia nel 459 a.C., all'età di 65 anni; tuttavia, forse inevitabilmente, ci furono dei pettegolezzi sulla sua morte; secondo alcuni si sarebbe suicidato bevendo una pozione o del sangue di toro, allora considerato velenoso, pur di non tenere fede alle promesse fatte al re. In Plutarco troviamo la versione probabilmente più evocativa della storia.
Dopo la morte, le ossa di Temistocle furono trasportate in Attica, come da lui richiesto, e fu sepolto nella sua terra natia in segreto, poiché era diventato illegale seppellire nell'Attica un traditore di Atene. Gli abitanti di Magnesia costruirono nel mercato della città una "splendida tomba" per Temistocle, che esisteva ancora all'epoca di Plutarco, e continuarono a versare parte della rendita alla sua famiglia. Plutarco afferma di aver incontrato ad Atene un discendente di Temistocle (sempre di nome Temistocle) che riceveva ancora queste entrate, 600 anni dopo gli eventi in questione.

## Temistocle nella storiografia

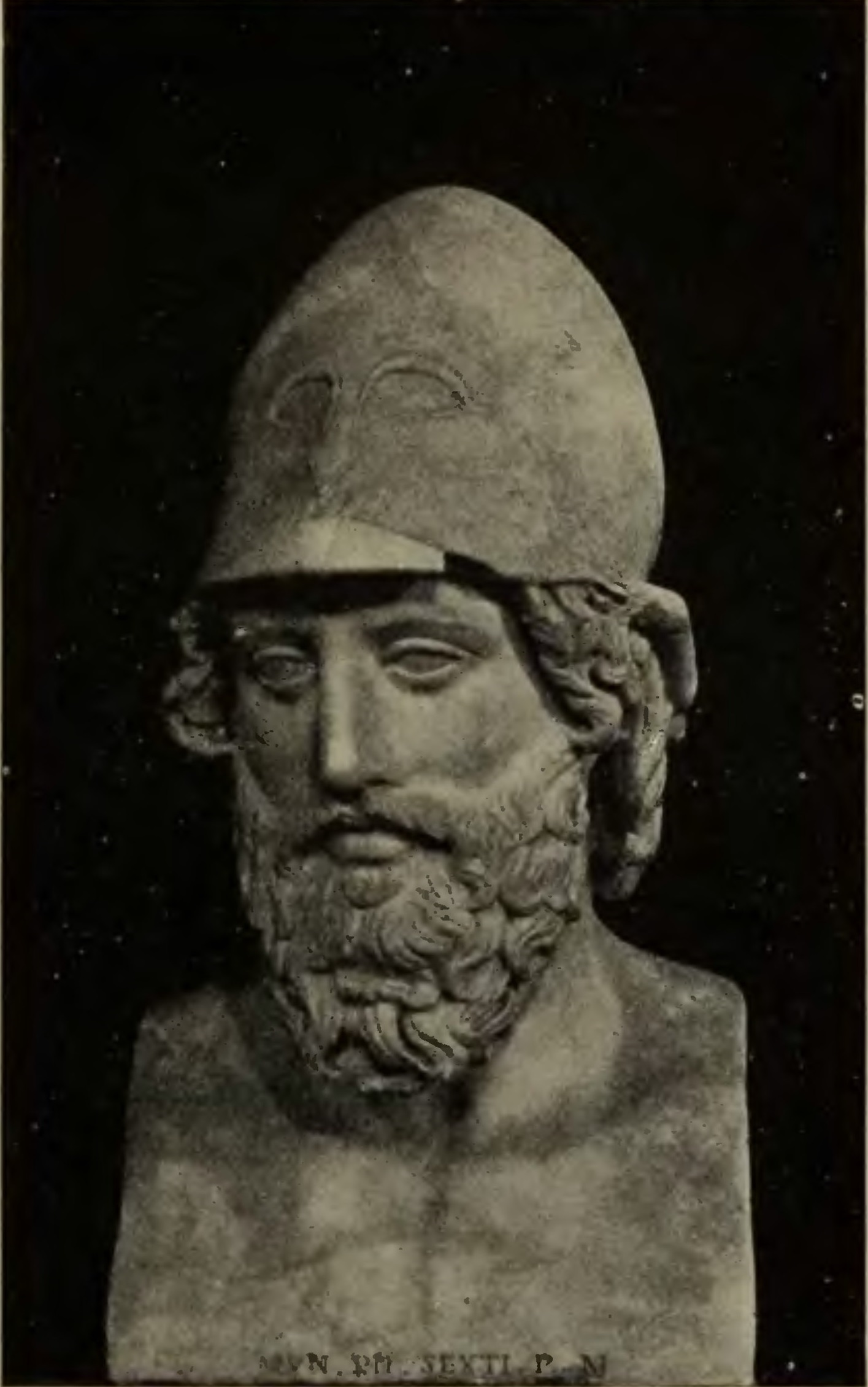
Busto di Temistocle ai Musei Vaticani.

### Carattere
Con le informazioni raccolte possiamo tracciare alcune conclusioni sul carattere di Temistocle. Probabilmente il suo tratto più evidente fu l'ambizione: era orgoglioso, vanesio e ansioso del riconoscimento dei suoi meriti. La sua relazione col potere fu di natura particolarmente personale; mentre egli desiderava senza dubbio il meglio per Atene, compì molte azioni per il suo esclusivo interesse. Sembra inoltre che fosse corrotto (almeno secondo gli standard moderni) ed era nota la sua passione per i doni.
Eppure, oltre a questi tratti negativi, fu straordinariamente brillante ed ebbe un incredibile talento per il comando. Fu senza dubbio intelligente e possedeva un'astuzia naturale; "i suoi pensieri [erano] infinitamente flessibili e serpentini".
È evidente che Temistocle fu socievole e sembra che abbia goduto di una lealtà senza pari da parte dei suoi amici. Ad ogni modo, ebbe un particolare mix di virtù e vizi che lo resero un perfetto uomo politico.

### Reputazione nella storia
Temistocle morì con la reputazione a brandelli, considerato traditore del popolo ateniese; il "salvatore della Grecia" era diventato un nemico della libertà. Erodoto contribuì a peggiorare la fama dello statista: nelle sue Storie, lo dipinge come un astuto e spietato arrivista colluso coi Persiani, e arriva a sottrargli il merito della vittoria di Salamina (la cui strategia è da lui attribuita a Mnesifilo di Frearri). L'atteggiamento dello storico è influenzato dalla sua simpatia per gli Alcmeonidi, un importante genos avverso a Temistocle per la sua popolarità.
Tuttavia, la sua memoria venne riabilitata da Pericle nel 450 a.C. Tucidide evidentemente aveva una grande stima di Temistocle, e lo loda molto (sembra riconoscervi un precursore di Pericle). Aristotele non lo menziona come artefice della battaglia di Salamina nella Costituzione degli Ateniesi ma testimonia la sua lungimiranza quando racconta di come promosse la creazione dell'arsenale ateniese. Anche Diodoro Siculo elogia ampiamente Temistocle, spingendosi fino ad offrire una spiegazione razionale per la lunghezza con cui lo tratta:"Ora, anche se in questa digressione ci siamo soffermati troppo a lungo sul tema degli alti meriti di Temistocle, abbiamo creduto non decoroso che non si riporti la sua grande capacità." Plutarco offre una visione più sfumata, con più di una critica al suo carattere; non toglie nulla ai risultati che ottenne ma ne evidenzia anche gli insuccessi: per la sua biografia Plutarco si servì anche di fonti attidografiche del IV secolo a.C. favorevoli (Clidemo) od ostili (Stesimbroto) al personaggio.

### Eredità politica e militare

Mappa dell'Impero ateniese nel 431 a.C.

Senza dubbio il più grande risultato nella carriera di Temistocle fu raggiunto con la sconfitta di Serse: contro forze schiaccianti, la Grecia sopravvisse, e con lei la sua cultura, alla base di quella occidentale. Inoltre, la sua politica navale, e l'affermarsi di Atene come la maggior potenza greca, ebbero enormi conseguenze per tutto il IV secolo a.C. Nel 478 a.C., l'alleanza greca venne ricostituita senza gli stati del Peloponneso nella Lega delio-attica, dominata da Atene.
La Lega delio-attica era essenzialmente un'alleanza marittima composta da Atene e le sue colonie, città dell'Egeo e della Ionia; tra il 470 e il 465 a.C. attaccò la flotta persiana che si stava probabilmente preparando ad una nuova invasione. La flotta greca, comandata da Cimone, riportò un grande successo nella battaglia dell'Eurimedonte, distruggendo il nemico; sotto la guida di Pericle, la Lega si evolse gradualmente fino a trasformarsi nell'Impero ateniese.
Col passare del tempo la tensione tra Atene e Sparta aumentò e nel 431 a.C. scoppiò la guerra del Peloponneso, un suo imprevisto lascito.

## Nella cultura di massa
- Nel film L'eroe di Sparta (The 300 Spartans, 1963), Temistocle è rappresentato da Ralph Richardson.
- Nel film Lawrence d'Arabia (1962) T. E. Lawrence cita Temistocle dicendo, "Non so imbrogliare, ma posso trasformare una piccola città in un grande stato".
- Nell'edizione italiana del cartone animato Top Cat il protagonista, il gatto Top Cat, viene chiamato Temistocle.
- Nel film 300 - L'alba di un impero (2014), Temistocle è interpretato da Sullivan Stapleton.